# Szalmatercs
Szalmatercs (szlovákul: Samotrč) község Nógrád vármegyében, a Szécsényi járásban.

## Fekvése
Szécsénytől északkeletre fekszik, Endrefalva és Karancsság közt. A Novohrad-Nógrád UNESCO Globális Geopark települése.

### Megközelítése
Csak közúton érhető el, a két említett település valamelyikének érintésével, a 22-es főúton. A községet érintő helyközi autóbuszvonalak az alábbiakː 1010, 3072, 3080, 3081, 3082.

## Története
Szalmatercs nevét az 1332–1337 évi pápai tizedjegyzék említette először, tehát ekkor már egyházas hely volt.
1548-ban Szalmatercsy Mihály és Bebek Ferenc birtoka volt. A 16. század közepén török terület volt, 1562–1563-ban öt adóköteles házát írták össze. 1598-ban Tercsy György volt a földesura. 1616-ban, mint puszta volt említve, Uhorszkához (Ipolymagyari) tartozott és Kosztolányi Jánosné Maithényi Anna birtoka volt, 1670-ben pedig már gróf Koháry István birtokában találjuk. 1715-ben hat magyar háztartást írtak itt össze, de az 1720-as összeírásban nemes községként szerepelt, a 18. század vége felé egy része ismét jobbágyközség volt, a másik, a Sági völgy másik oldalán fekvő része pedig 1864-ig külön község volt Pusztatercs néven. 1770-ben a Pongrácz család, Komjáthy Ábrahám, Szilassy Ádám, 1826-ban Plachy László és Ruttkay László birtoka volt. A községbeli két úrilak közül az egyiket Ruttkay Károly a 18. század második felében építtette, a másikat pedig a 19. század harmincas éveiben Ruttkay János. A középkorban a helységnek plebániája is volt, amely a török időkben szűnt meg. A határ egyik részét Klára-bércnek nevezik. Itt egykor erdőség volt, ahol a török megszállás idejében az ott vadászó Tercsy Klárát, Tercsy Gáspár leányát a szécsényi törökök elrabolták. A 20. század elején Nógrád vármegye Szécsényi járásához tartozott.

## Közélete

### Polgármesterei
- 1990–1994: Szmorad Ferenc (független)[4]
- 1994–1998: Szmorad Ferenc (független)[5]
- 1998–2002: Szentes Dezső (független)[6]
- 2002–2005: Szentes Dezső (független)[7]
- 2005–2006: Szentes Dezső (független)[8]
- 2006–2010: Szentes Dezső (független)[9]
- 2010–2014: Szentes Dezső (független)[10]
- 2014–2019: Takács Tamás (független)[11]
- 2019–2024: Szentes Dezső (független)[12]
- 2024– : Szentes Dezső (Fidesz-KDNP)[1]

A településen 2005. június 12-én időközi polgármester-választást (és képviselő-testületi választást) tartottak, az előző képviselő-testület önfeloszlatása miatt. A választáson a hivatalban lévő polgármester is elindult, és simán meg is nyerte azt.

## Népesség
A település népességének változása:
| Lakosok száma | 441  | 416  | 403  | 436  | 476  | 458  | 471  |
|               | 2013 | 2014 | 2015 | 2021 | 2022 | 2023 | 2024 |

1910-ben 450 magyar lakosa volt. Ebből 425 római katolikus, 17 evangélikus, 8 izraelita volt.
2001-ben a település lakosságának 95%-a magyar, 5%-a cigány nemzetiségűnek vallotta magát.
A 2011-es népszámlálás során a lakosok 94,3%-a magyarnak, 23,9% cigánynak, 0,2% szlováknak mondta magát (5,7% nem nyilatkozott; a kettős identitások miatt a végösszeg nagyobb lehet 100%-nál). A vallási megoszlás a következő volt: római katolikus 79,6%, református 1,7%, evangélikus 0,4%, görögkatolikus 0,2%, felekezeten kívüli 3,7% (14,1% nem nyilatkozott).
2022-ben a lakosság 94,3%-a vallotta magát magyarnak, 29,4% cigánynak, 0,4% szlováknak, 0,2% ruszinnak, 0,8% egyéb, nem hazai nemzetiségűnek (5,7% nem nyilatkozott; a kettős identitások miatt a végösszeg nagyobb lehet 100%-nál). Vallásuk szerint 66,8% volt római katolikus, 1,1% református, 0,2% evangélikus, 2,5% egyéb keresztény, 12,8% felekezeten kívüli (16,4% nem válaszolt).

## Nevezetességei
- Ruttkai kúria
- Szent Imre-kápolna, 2006-ban szentelték fel[17]

## Híres emberek
- Itt született Bánk Ernő (1883. január 1.–1962.), magyar festő és grafikus.

## Külső hivatkozások
- Szalmatercs az utazom.com honlapján
- Szalmatercs a szeporszag.hu -n
- A Novohrad-Nógrád UNESCO Globális Geopark települései